# Richard Ashworth

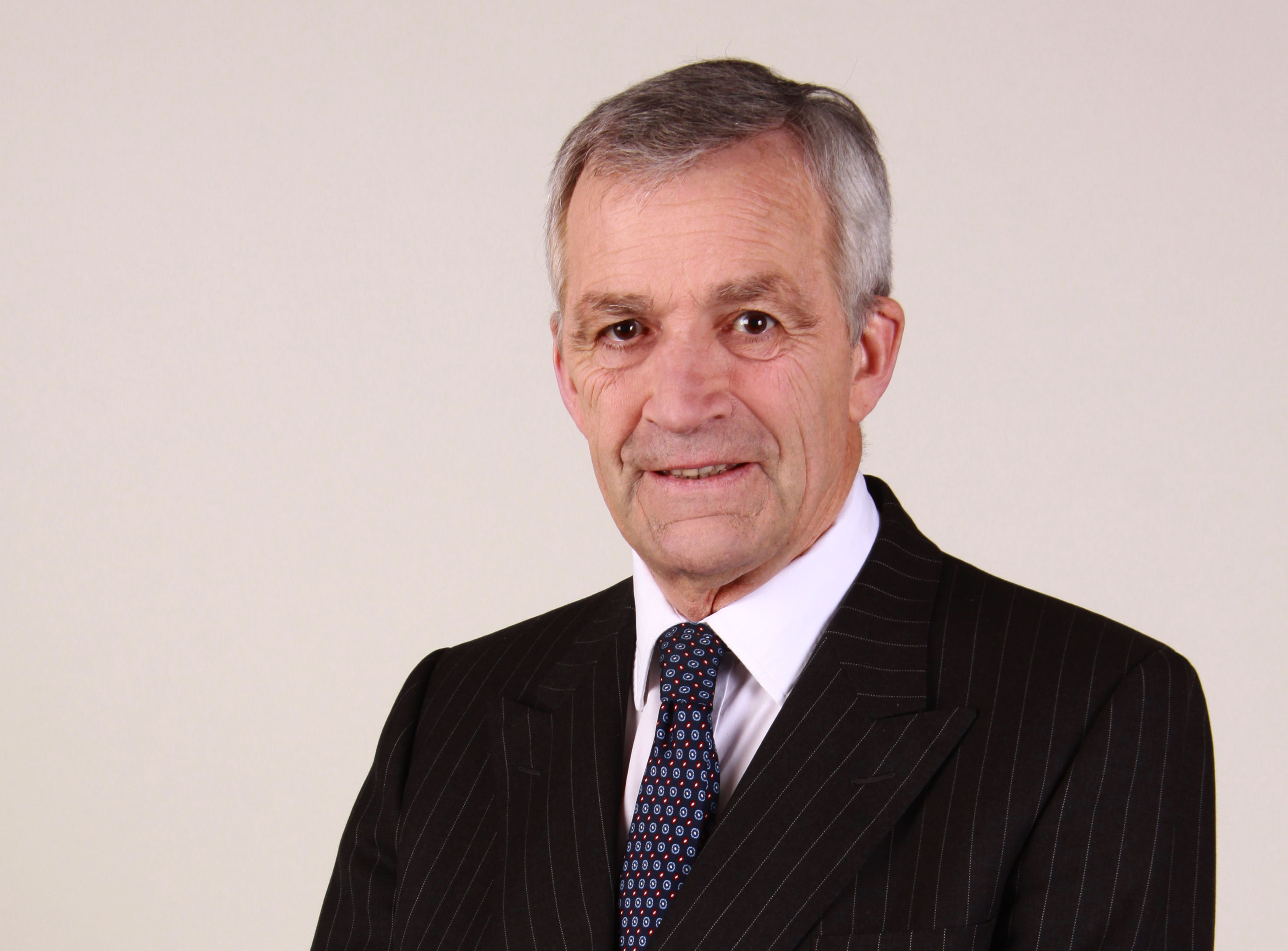
Richard Ashworth 2014

Richard James Ashworth (* 17. September 1947 in Folkestone) ist ein britischer Politiker, der von 2004 bis 2019 Mitglied des Europäischen Parlaments für Südost-England war. Ursprünglich für die Conservative Party gewählt, schloss er sich 2019 Change UK – The Independent Group an.

## Leben
Richard Ashworth besuchte von 1960 bis 1965 die The King’s School in Canterbury und studierte anschließend bis 1968 Agrarkultur und Management am Seale-Hayne College in Devon. Danach ging er für 2 Jahre nach Neuseeland, bevor er über 30 Jahre lang Molkereibauer in East Sussex wurde. Er ist verheiratet und hat drei Töchter.
1997 kandidierte er für die englische Parlamentswahl für den Bezirk North Devon und 1999 für die Europawahl für die Region South East. Ashworth gehört seit Juni 2004 dem Europäischen Parlament an. Er gehört zur Europäischen Volkspartei. Er war auch Vorsitzender von United Milk Plc (1996–2002) und NFU Corporate (2001–2003).
Ashworth war Mitglied des Haushaltsausschusses und in der Delegation für die Beziehungen zu Australien und Neuseeland.
Im Oktober 2017 wurde Ashworth wegen Streitigkeiten mit der Parteiführung über sein Abstimmungsverhalten bei einer den Brexit betreffenden Resolution gemeinsam mit der MdEP Julie Girling aus der Conservative Party ausgeschlossen. Am 28. Februar 2018 wechselte er mit Girling in die Fraktion der Europäischen Volkspartei.
Am 16. April 2019 erklärte Richard Ashworth, dass er der Change UK - The Independent Group beigetreten sei. Er trat für Change UK als Spitzenkandidat im Wahlkreis South East England zur Europawahl 2019 an, verpasste jedoch den Wiedereinzug ins Parlament.